# Phá hoại

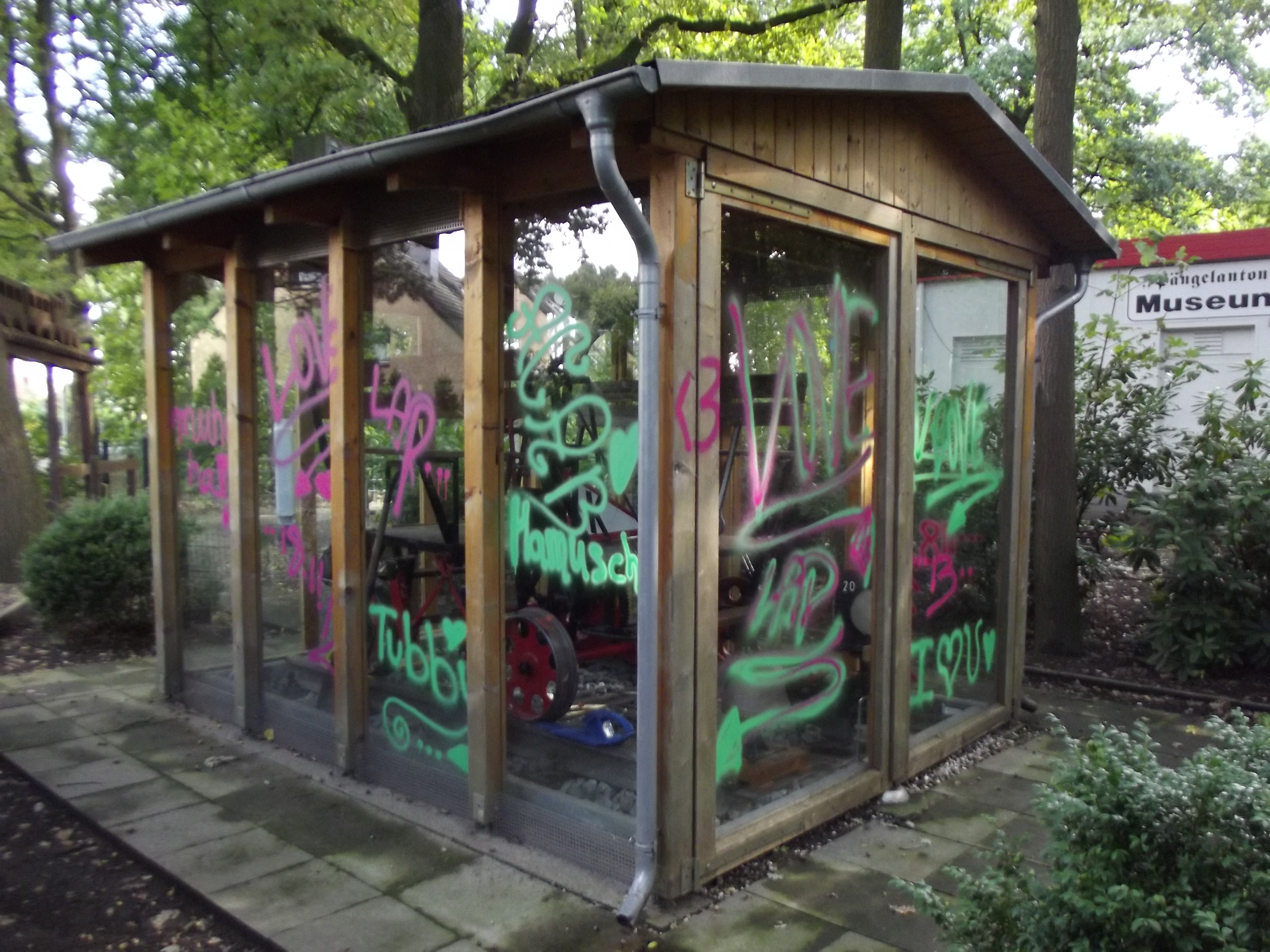
Một căn nhà kính ở một bảo tàng lịch sử tư nhân về đường sắt ở Münster-Gremmendorf, Nordrhein-Westfalen, Đức

Phá hoại là "hành động bao hàm sự cố ý phá hủy hay gây hại lên tài sản công hay tư".
Thuật ngữ này bao hàm cả những thiệt hại có tính chất tội phạm như vẽ graffiti tẩy xóa bên ngoài nhắm tới bất kì tài sản nào mà không được sự cho phép của người chủ sở hữu. Trong tiếng Anh từ "vandalism" có nguồn gốc từ quan điểm trong thời kỳ Khai sáng rằng người Vandal gốc German là một dân tộc chuyên đi phá hoại các công trình.